# Novo Zjelezare
Novo Zjelezare (bulgariska: Ново Железаре) är ett distrikt i Bulgarien.   Det ligger i kommunen Obsjtina Chisarja och regionen Plovdiv, i den centrala delen av landet, 110 km öster om huvudstaden Sofia.
Trakten runt Novo Zjelezare består till största delen av jordbruksmark. Runt Novo Zjelezare är det ganska glesbefolkat, med 39 invånare per kvadratkilometer.